# Balder Sø
Balder Sø är en sjö i Narsaq på Grönland.